# Pyro Studios
Pyro Studios és una empresa de videojocs espanyola, fundada el 1996, les oficines se situen a Madrid.
Van desenvolupar Commandos: Behind Enemy Lines, obtenint un ràpid reconeixement nacional i internacional, i arribant al número 1 en les llistes de vendes de més de 17 països. L'èxit d'aquest títol va dur al llançament d'una expansió amb noves missions anomenada Commandos: Beyond the Call of Duty (Commandos: Més enllà del Deure). L'octubre de 2001 van publicar Commandos 2: Men of Courage, convertint-se en un nou èxit, sortint posteriorment versions per a les consoles Playstation 2 i Xbox. La saga Commandos supera els 3 milions de còpies venudes en tot el món. El febrer del 2003 es produeix el llançament de Praetorians, un videojoc d'estratègia en 3D inspirat en les campanyes portades a terme per Juli Cèsar. L'octubre d'aquest mateix any, Pyro Studios amplia la saga d'estratègia de Commandos amb: Commandos 3: Destination Berlin, que es converteix en un nou èxit del programari d'Espanya. El llançament internacional d'Imperial Glory, un videojoc d'estratègia històrica basat en els conflictes entre els grans imperis a principis del segle xix. Immediatament se situa en el número 1 a Espanya i número 2 en el Regne Unit, un dels mercats europeus més importants quant al programari d'entreteniment. La primavera del 2006 van publicar a nivell mundial Commandos Strike Force, un joc d'acció en primera persona ambientat a la Segona Guerra Mundial, pels sistemes PlayStation 2, Xbox i PC.
La companyia va cancel·lar el seu projecte Cops en 2008 i en 2012 es va fusionar amb Play Wireless, establint Pyro Mobile, per desenvolupar aplicacions per smartphones, tauletes i xarxes socials.

## Videojocs
- Commandos
  - Commandos: Behind Enemy Lines
  - Commandos: Beyond the Call of Duty
  - Commandos 2: Men of Courage
  - Commandos 3: Destination Berlin
  - Commandos 3: Road to Berlin
  - Commandos Strike Force
- Praetorians
- Imperial Glory